# Manuele Petrachi
Manuele Petrachi, detto Lele (Torino, 18 settembre 1965), è un allenatore di pallacanestro italiano.

## Carriera
Proveniente dalla scuola del compianto allenatore Vittorio Gonzales , Manuele Petrachi inizia la sua carriera allenando nella stagione 1984-1985 in Promozione femminile la Unionsport Torino; nel 1990 è scelto come "Capo Allenatore della Rappresentativa Femminile della Regione Piemonte"; dopo due stagioni all'ASD Cuneo dal 1993 al 1995, dove passa dalla Serie C alla B femminile, torna ad allenare le giovanili della Pallacanestro Torino facendo incetta di titoli regionali dal 1995 al 2003, diventando nel 2002 allenatore del "Settore Squadre Nazionali" ed allenando la prima squadra in A2 nella stagione 1997-98.
Nella stagione 2003-04 passa alla Libertas Moncalieri, dove vince la B Regionale portando la squadra in B Nazionale.
Dal 2006 al 2009 passa ad allenare squadre maschili in Serie C per Settimo Torinese e Pino Torinese.
Dal 2009 al 2012 torna a Moncalieri ad allenare la Serie C regionale maschile diventando inoltre assistente di Antonello Arioli e Filippo Faina per la squadra che poi vinse la Divisione Nazionale A Silver.
Nella stagione 2012-13 viene chiamato ad allenare la Pallacanestro Torino in Serie A3 ed in tre stagioni porta la squadra fino al massimo campionato nazionale.
Viene confermato per la stagione 2015-16 alla guida della squadra femminile di Serie A1 Pallacanestro Torino.
A fine 2016 viene scelto come Responsabile Tecnico Territoriale (RTT) del Centro Tecnico Federale (CTF) del Piemonte Femminile dalla FIP Piemonte.

## Palmarès
- 1995-1996 Titolo Regionale Allieve (Pallacanestro Torino)
- 1995-1996 Titolo Regionale Cadette (Pallacanestro Torino)
- 1996-1997 Titolo Regionale Cadette (Pallacanestro Torino)
- 1997-1998 Titolo Regionale Allieve (Pallacanestro Torino)
- 1997-1998 Titolo Regionale Cadette (Pallacanestro Torino)
- 1998-1999 Titolo Regionale Cadette (Pallacanestro Torino) , Finale Nazionale
- 1999-2000 Titolo Regionale Allieve (Pallacanestro Torino) , Finale Nazionale
- 1999-2000 Titolo Regionale Cadette (Pallacanestro Torino)
- 2000-2001 Titolo Regionale BAM (Pallacanestro Torino), Scudetto BAM [6]
- 2000-2001 Titolo Regionale Allieve (Pallacanestro Torino)
- 2001-2002 Titolo Regionale Cadette (Pallacanestro Torino) , Finale Nazionale
- 2001-2002 Titolo Europeo BAM (Nazionale Italiana Femminile Under 14) [7]
- 2002-2003 Titolo Regionale Allieve (Pallacanestro Torino)
- 2002-2003 Titolo Regionale Cadette (Pallacanestro Torino)
- 2003-2004 Promozione in Serie B nazionale (Libertas Moncalieri)
- 2006-2007 Titolo Regionale Under 21 M (SEA Settimo Torinese)
- 2008-2009 Titolo Regionale Under 15 F (Pallacanestro Torino) [8]
- Campionato italiano di Serie A3: 1
Pallacanestro Torino: 2012-2013
- Campionato italiano di Serie A2: 1
Pallacanestro Torino: 2014-2015